# Dekanat Rymanów
Dekanat Rymanów – dekanat archidiecezji przemyskiej, w archiprezbiteracie krośnieńskim.

## Historia
W 1785 roku na mocy reform józefińskich został utworzony dekanat rymanowski, z wydzielonego terytorium dekanatu krośnieńskiego. W skład nowego dekanatu weszły parafie: Rymanów, Kombornia, Haczów, Miejsce, Rogi, Równe, Jasionka, Jaśliska, Lubatowa, Królik Polski, Klimkówka, Iwonicz.
W 1938 roku w skład dekanatu wchodziły parafie: Rymanów, Głębokie, Haczów, Iwonicz, Jaśliska, Klimkówka, Królik Polski, Miejsce Piastowe, Rogi, a dziekanem był ks. Józef Rafa.
Dziekanem jest ks. prał. Kazimierz Giera.

## Parafie
- Głębokie – pw. św. Marii Magdaleny
  - Sieniawa – kościół filialny pw. Matki Bożej Częstochowskiej
  - Pastwiska – kościół filialny pw. św. Józefa Robotnika
- Iwonicz – pw. Wszystkich Świętych
- Iwonicz-Zdrój – pw. św. Iwona
- Jaśliska – pw. św. Katarzyny Aleksandryjskiej
  - Wola Niżna – kościół filialny pw. św. Mikołaja
- Klimkówka – pw. św. Michała Archanioła
  - Klimkówka – kościół filialny pw. Znalezienia Krzyża Świętego
- Królik Polski – pw. Narodzenia Najświętszej Maryi Panny
  - Bałucianka – kościół filialny pw. Miłosierdzia Bożego
- Odrzechowa – pw. św. Jana Chrzciciela
- Rymanów – pw. św. Wawrzyńca
- Rymanów-Zdrój – pw. św. Stanisława Biskupa
- Wróblik Królewski – pw. Wniebowzięcia Najświętszej Maryi Panny
  - Wróblik Szlachecki – kościół filialny pw. Najświętszego Serca Pana Jezusa

## Zgromadzenia zakonne
- Iwonicz – br. Bonifratrzy (1923)[4]
- Iwonicz – ss. Felicjanki (1883)
- Iwonicz – ss. Józefitki (1944, 1967)
- Jaśliska – ss. Sercanki (1902)
- Klimkowka – ss. Michalitki (1982)
- Rymanów – ss. Służebniczki starowiejskie (1902)
- Rymanów Zdrój – ss. Szarytki (1964)